# Brzusiec
Brzusiec, głowa (łac. venter, caput) – skupienie włókien mięśniowych, stanowiące część kurczliwą mięśnia szkieletowego. Brzusiec zwykle połączony jest z kośćcem za pomocą jednego lub kilku ścięgien. Mięsień może mieć jeden brzusiec (głowę) lub więcej, np. mięsień dwugłowy ramienia (biceps) składa się z dwóch, mięsień trójgłowy ramienia (triceps) z trzech, a mięsień czworogłowy uda (quadriceps) z czterech brzuśców.